# Telega
Ne doit pas être confondu avec telega (ou téléga), une charrette, aussi appelée en français télègue, utilisée dans le monde russe.
Telega est une commune roumaine du județ de Prahova, dans la région historique de Valachie et dans la région de développement du Sud.

## Géographie
La commune de Telega est située dans l'ouest du județ, sur la rive droite de la rivière Doftana, dans les collines du piémont des Carpates, à 3 km à l'est de Câmpina et à 31 km au nord-ouest de Ploiești, le chef-lieu du județ.
La municipalité est composée des six villages suivants (population en 1992) :
- Boșilcești ;
- Buștenari (791) ;
- Doftana (551) ;
- Melicești (665) ;
- Telega (4 812), siège de la commune ;
- Țonțești.

## Histoire
La première mention écrite de la commune date de 1354.

## Politique
| Identité            | Période      | Période      | Durée           |
| Identité            | Début        | Fin          | Durée           |
| ------------------- | ------------ | ------------ | --------------- |
| Gheorghe Ilie (d),  | 2008         | octobre 2020 | 12 ans          |
| Costel Brezeanu (d) | octobre 2020 | En cours     | 4 ans et 5 mois |

## Démographie
Lors du recensement de 2011, 98,18 % de la population se déclarent roumains (1,55 % ne déclarent pas d'appartenance ethnique et 0,25 % déclarent appartenir à une autre ethnie).
De plus, 97,66 % déclarent être chrétiens orthodoxes (1,59 % ne déclarent pas d'appartenance religieuse et 0,74 % déclarent appartenir à une autre ethnie).

## Communications

### Routes
La route régionale DJ100E rejoint Câmpina à l'ouest et Scorțeni et Băicoi au sud-est.

## Lieux et monuments
- Doftana, ancien pénitencier abandonné où furent emprisonnés plusieurs membres du Parti communiste roumain dans les années 1930, transformé en musée après la prise du pouvoir par les communistes.

- Lac de Doftana, lac salé car créé sur le site d'une mine de sel abandonnée en 1900, d'une superficie de 0,92 ha.

- Station thermale de Băile Telega.